# Albert Van Vlierberghe
Albert Van Vlierberghe, né le 18 mars 1942 à Belsele et mort le 20 décembre 1991 à Saint-Nicolas, est un coureur cycliste belge.

## Biographie
Il participe aux Jeux olympiques d'été de 1964 où il termine 13e au Contre-la-montre par équipes de cyclisme sur route.
Professionnel de 1966 à 1980, il a notamment remporté trois étapes du Tour de France et du Tour d'Italie.

## Palmarès
- 1963
  -  Champion de Belgique sur route amateurs
- 1964
  -  Médaillé de bronze du championnat du monde du contre-la-montre par équipes
- 1965
  - Tour du Loir-et-Cher :
    - Classement général
    - 3e étape

  - 17e étape du Tour du Portugal
  - 1re étape du Tour d'Anjou
  - 2e du Circuit des régions flamandes des indépendants
- 1966
  - Circuit des régions flamandes
  - Puivelde Koerse
  - 7e étape du Tour de France
  - 2e du Circuit Mandel-Lys-Escaut
  - 3e du Grand Prix de Vilvorde
- 1967
  - 9e étape du Tour d'Italie
- 1968
  - Puivelde Koerse
  - Flèche côtière
  - Grote Prijs Dr. Eugeen Roggeman
  - 3e du Circuit de Flandre orientale
- 1969
  - 4e étape du Tour de Sardaigne
  - Grand Prix de Hannut
  - 5e étape du Tour d'Italie
  - Tour des Trois Provinces
  - 2e de Tirreno-Adriatico
  - 2e du Harelbeke-Poperinge-Harelbeke
  - 2e d'À travers la Belgique
  - 3e de Nice-Seillans
  - 3e du Grand Prix de l'industrie de Belmonte-Piceno
  - 3e du Grand Prix Cemab à Mirandola
- 1970
  - Harelbeke-Poperinge-Harelbeke
  - Flèche rebecquoise
  - 16e étape du Tour de France
- 1971
  - Sassari-Cagliari
  - Grand Prix de Hannut
  - Harelbeke-Poperinge-Harelbeke
  - Circuit des régions fruitières
  - Grand Prix E5
  - 1rec étape du Tour de France
  - Grand Prix de la ville de Zottegem
  - 2e de Bruxelles-Meulebeke
  - 3e du GP Cecina
  - 9e de Milan-San Remo
- 1972
  - Sassari-Cagliari
  - Grand Prix de Hannut
  - Bruxelles-Meulebeke
  - 9e étape du Tour d'Italie
  - 2e du Tour de la province de Reggio de Calabre
  - 2e de la Coppa Sabatini
  - 3e du championnat de Belgique sur route
- 1973
  - Grand Prix de Wallonie
  - 2e du Grand Prix E3
  - 2e du Circuit des bords flamands de l'Escaut
  - 3e du Circuit Het Volk
  - 6e de l'Amstel Gold Race
- 1974
  - Grand Prix de la Banque
  - Grand Prix Beeckman-De Caluwé
  - 10e du Rund um den Henninger Turm
- 1975
  - Puivelde Koerse
  - 3e du Circuit du Brabant central
- 1976
  - 2ea étape des Quatre Jours de Dunkerque
  - 2e du Circuit de Flandre orientale
- 1977
  - Grote Prijs Gemeente Kortemark
  - 3e du Grote Prijs Dr. Eugeen Roggeman
- 1978
  - 2e du Grand Prix de Wallonie
  - 2e du Circuit de la région linière

## Résultats sur les grands tours

### Tour de France
7 participations
- 1966 : hors délais (16e étape), vainqueur de la 7e étape
- 1970 : 48e, vainqueur de la 16e étape
- 1971 : 29e, vainqueur de la 1rec étape
- 1973 : 52e
- 1975 : 32e
- 1976 : 57e
- 1978 : 56e

### Tour d'Italie
8 participations
- 1967 : 60e, vainqueur de la 9e étape
- 1968 : abandon
- 1969 : 38e, vainqueur de la 5e étape
- 1970 : 43e
- 1971 : 36e
- 1972 : 57e, vainqueur de la 9e étape
- 1973 : abandon
- 1974 : 69e
- 1977 : 72e

### Tour d'Espagne
1 participation 
- 1977 : 35e